# Droits devant !!
Droits devant !! est une association française créée le 16 décembre 1994 et ayant pour but la défense de l'égalité des droits, contre la précarité et les exclusions.
Elle est créée par un ensemble de personnalités telles qu'Albert Jacquard, Jacques Gaillot, Jacques Higelin ou Léon Schwartzenberg.

## Historique
Le 16 décembre 1994, l'association est fondée.
Le 8 avril 1995, elle organise une manifestation rassemblant 30 000 personnes[Où ?].
En décembre 1994, elle lance L’appel des Sans aux côtés de nombreuses associations[Lesquelles ?] et syndicats[Lesquels ?].
En janvier 1996, elle parvient à reloger 230 personnes, après une bataille de 14 mois.
En 1998, un incendie ravage une partie des locaux. Selon Jean-Claude Amara, « cela ne fait aucun doute » qu'il s'agit d'un incendie criminel.